# Carl van Württemberg
Carl van Württemberg (Friedrichshafen, 1 augustus 1936 – Ravensburg, 7 juni 2022) was het hoofd van het huis Württemberg. Zijn volledige naam luidt Carl Maria Peter Ferdinand Philipp Albrecht Joseph Michael Pius Konrad Robert Ulrich Herzog von Württemberg. 

## Leven
Hij volgde in 1975 zijn vader Philipp op. Carl is de tweede zoon van Philipp (1893-1975) en aartshertogin Rosa van Habsburg (1906-1983). Aangezien zijn oudste broer Ludwig in 1959 afzag van zijn rechten als hoofd van het huis Württemberg werd hij in 1960 erfopvolger van het huis.
Vanuit het familieslot Altshausen gaf hij leiding aan het huis en over het beheer van 5500 hectare bos en 2000 hectare weiden in Duitsland. Tevens bezit de familie nog 700 stukken grond verspreid over de wereld, bossen in Spanje, Canada en Oostenrijk en aandelen in bedrijven.
Hij voerde het predicaat Zijne Koninklijke Hoogheid. Aangezien de adel in 1918 in Duitsland is afgeschaft, is zijn titel slechts een titre de courtoisie en geen officiële titel meer.
Van Württemberg overleed op 85-jarige leeftijd.

## Familie

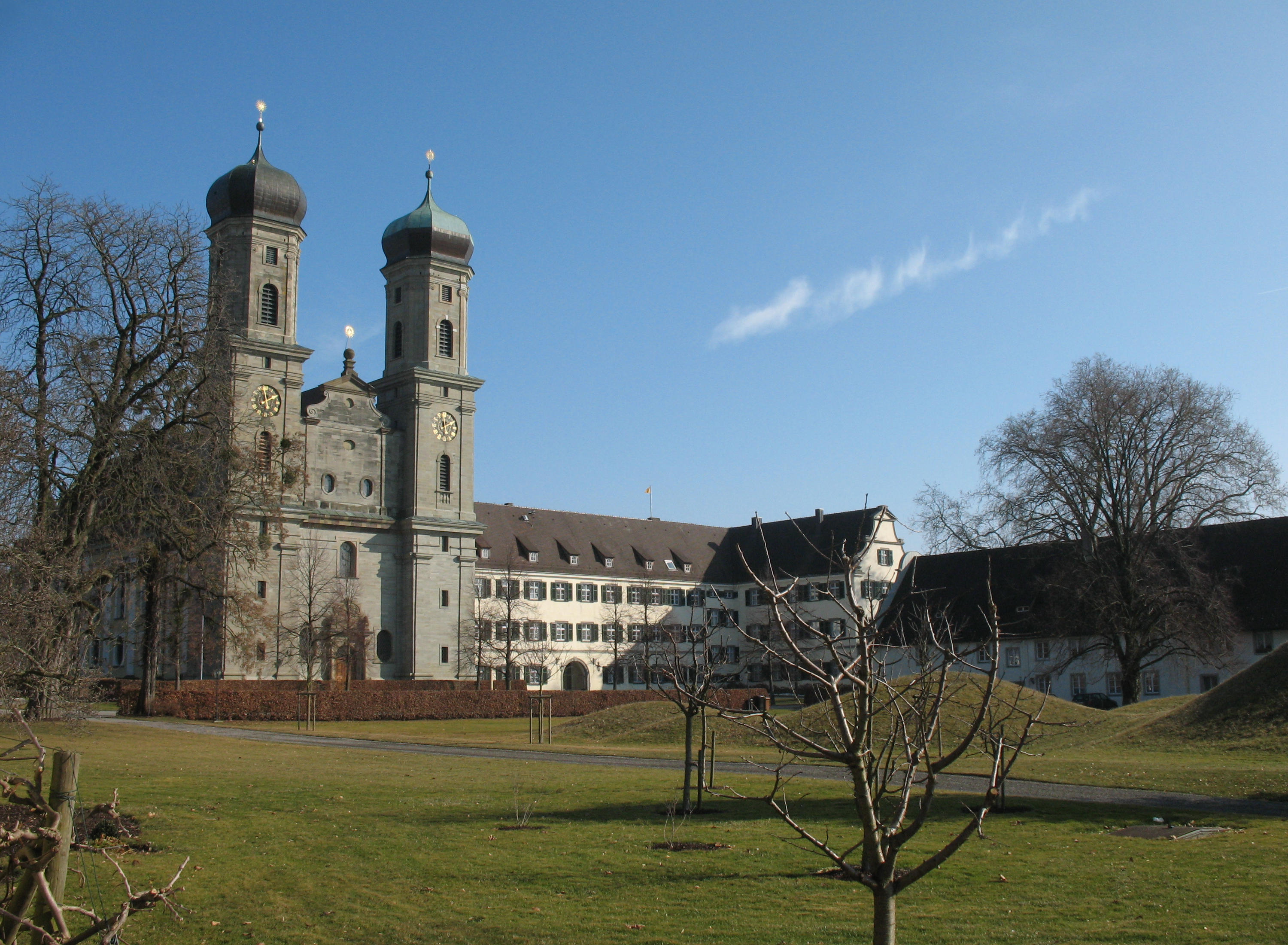
Schloss Friedrichshafen

Carl trouwde op 18 juli 1960 met Diane d'Orléans (1940). Zij is de dochter van Henri d'Orléans, graaf van Parijs (1908-1999), het voormalige hoofd van het huis Orléans (de Franse, orléanistische troonpretendent); zij is de zus van Henri van Orléans (1933-2019), Comte de Paris die getrouwd was met de zus van haar man,  Marie Thérèse van Württemberg (1934), sinds 1984: Duchesse de Montpensier. Samen kregen zij de volgende kinderen:
- Friedrich (1961-2018), getrouwd met Marie Prinzessin zu Wied (1972). Zij zijn de ouders van Wilhelm (1994), Amélie (1996) en Dorothée (1997); hun zoon Wilhelm is na het overlijden van zijn vader en grootvader op 1 juli 2022 de chef van het Huis. Het gezin bewoont het Schloss Friedrichshafen.
- Mathilde (1 juli 1962), getrouwd met Erich Fürst von Waldburg zu Zeil und Trauchburg (1962).
- Eberhard (20 juni 1963), deed in 2011 voor hem en al zijn afstammelingen afstand van alle rechten op opvolging als chef van het huis, van 2011 tot 2015 getrouwd met Désirée Copf (1969); zij zijn de ouders van Alexander (2010) die geen hertogstitel draagt.
- Philipp (1 november 1964), getrouwd met Marie Herzogin in Bayern (1969). Zij zijn de ouders van Sophie (1994), Pauline (1997), Carl Theodor (1999) en Anna (2007).
- Michael (1 december 1965), getrouwd met Julia Ricarda Storz (1965); dit huwelijk werd in 2012 als ebenbürtig aangemerkt door de Chef van het huis.
- Fleur (4 november 1977), getrouwd met Moritz Graf von Goëß (1966).

- Gemeinsame Normdatei: 119142481
- International Standard Name Identifier: 0000 0001 1436 9421
- Library of Congress Control Number: nb2007005496
- Virtual International Authority File: 4457160
- WorldCat: E39PBJdx9FyDj7xQDPj38BM3wC